# Eiwor Kjellberg
Eiwor Kjellberg, född 1959, är en riksspelman från Järvsö i mellersta Hälsingland. Hon har specialiserat sig på låttraditionerna i sin hembygd samt egna kompositioner. Hennes tidiga inspirationskällor var hennes pappa Gustav Kjellberg och hans bäste vän Olars-Erik Fernmalm, båda bönder och spelmän i Järvsö, samt musikläraren Rolf Westerlund som på 1970-talet kom till Järvsö  och startade ungdomsspelmanslaget. Kjellberg är sedan 1998 ordförande i Hälsinglands spelmansförbund och arbetar sedan 2002 åt Studieförbundet Bilda Gävle-Dala som folkmusikkonsulent, bland annat med ungdomsprojekten Hälsinge Låtverkstad och utlandsprojektet SNAP, Folk Summer School och från 2013 arvsfondsprojektet FolkUngar. Hon är medlem i många grupper till exempel Eiwor Kjellberg Band EKB och "Låta Myttje" med O'tôrgs-Kaisa Abrahamsson på fiol, Karin Hjelm, dragspel och Pär Engman på mandola och gitarr. Gruppen spelar både andras och egenkomponerade låtar i traditionell stil. Kjellberg är också ledamot i Hälsinge Akademi.  

## Diskografi
- 1976 – Järvsölåtar (med Anders Henriksson och Rolf Westerlund) (MC)
- 1979 – Danser från Uppland och Hälsingland (med Viksta-Lasse, Bo Larsson, Leif Alpsjö och Anders Henriksson) (MC)
- 1980 – Låtar med drag i (med Lill-Stickans) (LP)
- 1988 – Gamla och nya, våra och andras låtar (med Järvsö spelmanslag) (MC)
- 1992 – Låta Myttje spelar gamla och nya Järvsölåtar (med Låta Myttje) (MC)
- 1992 – Järvsö spelmanslag (med Järvsö spelmanslag) (MC)
- 1997 – I Järvsö kyrka (album med diverse spelmän) (CD)
- 1998 – From-Olle, Spelman från Järvsö (album med diverse spelmän) (CD)
- 1998 – I skymundan (med Låta Myttje) (CD)
- 2002 – Stargame (CD)
- 2003 – Riddare Drakar & Prinsessor Hälsinge Låtverkstad (CD)
- 2004 – The first Gathering SNAP (CD)
- 2004 – Dasshjärtan&Vildsvin Hälsinge Låtverkstad (CD)
- 2005 – The second gathering SNAP (CD)
- 2005 – Toffelhjältar&Mallonger Hälsinge Låtverkstad (CD)
- 2005 – Winterkriget Teatermusik av Eiwor Kjellberg (CD)
- 2006 – Snapback SNAP (CD)
- 2007 – The Snappers SNAP (CD)
- 2007 – Sverkers Gardiner Hälsinge Låverkstad (CD)
- 2008 – Största möjliga Tystnad Hälsinge Låtverkstad (CD)
- 2009 – Amerikabrevet Hälsinge Låtverkstad (CD)
- 2011 – Den Odödlige Hälsinge Låtverkstad (CD)
- 2011 – Nothäftet 40 låtar av Eiwor Kjellberg
- 2012 – Soulscreen (CD)